# Chinonimine

Strukturformel von N-Acetyl-p-benzochinonimin (NAPQI)

Chinonimine sind organische Verbindungen, die sich von Chinonen ableiten, bei denen eine oder beide chinoiden Carbonylgruppen durch eine Iminogruppe ersetzt ist. Die Verbindungen mit zwei Iminogruppen werden auch als Chinondiimine bezeichnet.
N-Arylsubstituierte Chinonimine sind Farbstoffe (Chinonimin-Farbstoffe) aus der Gruppe der Methinfarbstoffe.

## Verwendung
Besondere Bedeutung haben Chinonimine in der Entwicklung von Farbfilmen. So können Diaminoarene mit Phenolen in Gegenwart von Silber-Ionen und metallischem Silber als Katalysator zu Indoanilin-Farbstoffen umgesetzt werden.

## Chinoniminfarbstoffe

Allgemeine Struktur der Chinonimin-Farbstoffe mit
X = OH, NH_{2} oder NR_{2}
Y = O oder NH

Bei den Chinonimin-Farbstoffen handelt es sich um aza-analoge Diarylmethinfarbstoffe. Es lassen sich drei verschiedene Grundtypen unterscheiden:
- Indophenole (Y = O, X = OH)
- Indoaniline (Y = O, X = NH2 oder NR2)
- Indamine (Y = NH, X = NH2 oder NR2)

Chinonimin-Farbstoffe erhält man durch die Reaktion von Phenol oder Anilin (als Nucleophil) mit einem elektrophilen Nitrosoaromaten und anschließender Dehydratisierung. Der einfachste Zugang besteht in der sauren Oxidation der entsprechenden Diphenylaminderivate.

### Indophenole
Beispiel:
- Tillmans Blau

### Indoaniline
Beispiele:
- Phenolblau
- Naphtholblau
- Rosindole

### Indamine
Beispiel:
- Bindschedlers Grün

### Azinfarbstoffe

Allgemeine Struktur der Azinfarbstoffe mit
X = OH, NH_{2} oder NR_{2}
Y = O oder NH
Z = O, S oder NR (R=H, Alkyl, Aryl)

Bei den Azinfarbstoffen handelt es sich um überbrückte Chinoniminfarbstoffe 
- Phenazine, Phenazinfarbstoffe sind mit einer Aminogruppe überbrückt.
Beispiele:
  - Safranine
  - Indulin
  - Nigrosine
- Phenothiazine (Phenothiazinfarbstoffe) sind mit einem Schwefelatom überbrückt.
Beispiele:
  - Hydronblau R
  - Methylenblau
  - Thionin
- Phenoxazine (Phenoxazinfarbstoffe) sind mit einem Sauerstoffatom überbrückt.
Beispiele:
  - Gallocyanin
  - Meldolablau
  - Nilblau
  - Nilrot